# Zabu
Zabu è un personaggio dei fumetti statunitensi pubblicati da Marvel Comics . È una tigre dai denti a sciabola, collegato principalmente alla Terra Selvaggia e agli X-Men, e più recentemente ai Vendicatori (tramite i "Pet Avengers"). È l'ultimo grande felino vivente conosciuto del Pleistocene ed è un compagno e alleato di Ka-Zar. È apparso per la prima volta in X-Men (vol. 1) n. 10 (marzo 1965)
Una versione precedente era conosciuta semplicemente come Zar, nella versione pulp di Ka-Zar il Selvaggio, presente nella rivista Ka-Zar .

## Biografia del personaggio

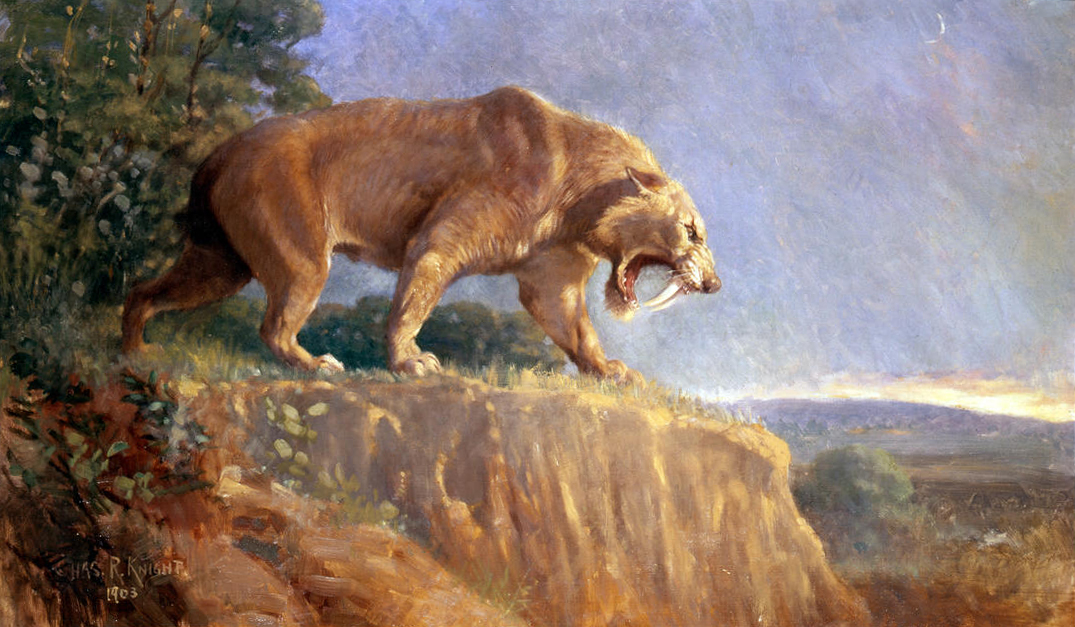
Zabu è uno smilodonte. Dipinto dell'animale estinto di Charles R. Knight.

Zabu è nato nella Terra Selvaggia. Mentre era ancora un cucciolo, sua madre e i suoi fratelli furono uccisi da cacciatori umani. Ha vagato per la Terra Selvaggia da solo, imparando a sopravvivere mentre cresceva fino all'età adulta. Zabu incontrò un giovane ragazzo di nome Kevin Plunder mentre stava per essere attaccato da un gruppo di nativi umani della Terra Selvaggia. Zabu salvò Kevin e i due divennero compagni. Zabu protesse il ragazzo mentre cresceva fino all'età adulta e alla fine assunse il nome Ka-Zar, che significa "figlio della tigre". Zabu è stato portato a un'intelligenza quasi umana a causa dell'esposizione a nebbie radioattive .
Zabu aiuta Ka-Zar a combattere molti nemici. Ad esempio, in Ka-Zar: Lord of the Hidden Jungle n. 3 affrontano " El Tigre " e "Man-God". Questa particolare battaglia ha portato El Tigre a controllare mentalmente Zabu per un po', costringendolo ad attaccare Ka-Zar. El Tigre ha perso il controllo prima che si verificassero lesioni gravi. L'assistenza di Bobbi Morse è stata fondamentale per salvare la mente di Zabu.  Più tardi, Zabu è coinvolto in uno dei primi scontri con il demoniaco Belasco. Ciò comporta la morte apparente di un buon amico, 'Dherk'.  Zabu si allea con gli X-Men per sradicare i cattivi nella Terra Selvaggia.
La famiglia di Zabu cresce di due unità quando Ka-Zar sposa Shanna la diavolessa e in seguito hanno un figlio di nome Matthew. Zabu fa amicizia con la nativa Zira, che diventa la tata di Matthew. Assiste anche quando Gregor, un cacciatore, rapisce Matthew.

## Altri media

### Televisione
Zabu compare in:
- L'Uomo Ragno
- Insuperabili X-Men
- Super Hero Squad Show
- Marvel Super Heroes: What The--?!
- Ultimate Spider-Man
- Hulk e gli agenti S.M.A.S.H.

### Videogiochi
Zabu compare in:
- Marvel vs. Capcom 3: Fate of Two Worlds
- Marvel: Avengers Alliance
- Marvel Avengers Academy